# Senyoria de Frísia

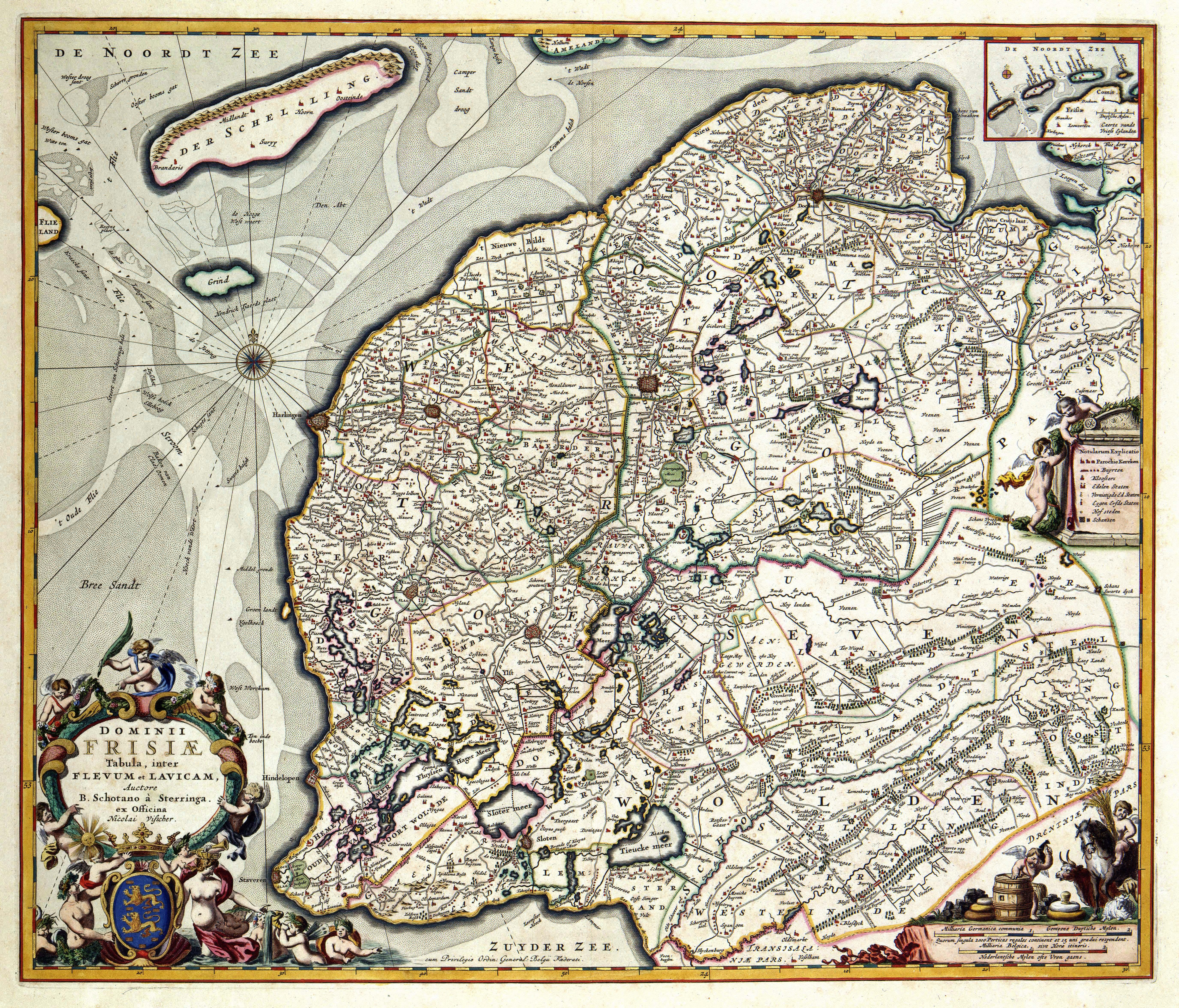
Mapa de la Senyoria de Frísia, del 1680.

La Senyoria de Frísia (frisó: Hearlikheid Fryslân) va ser una jurisdicció feudal als Països Baixos. Es va formar el 1524, quan l'emperador Carles V va dominar Frísia.

## Evolució històrica
El 1515, Carles, en aquell moment duc de Borgonya, va comprar al duc Jordi de Saxònia la possessió de Frísia amb la qual cosa va obtenir el control de només tres ciutats: Ljouwert, Harlingen i Franeker.
El 1523, l'exèrcit dels Habsburg, comandat per Georg Schenck van Toutenburg va foragitar de Frísia les forces del comte de Gueldre i va derrotar els rebels frisons. El territori va passar a formar part de les Disset Províncies i Van Toutenburg es va convertir en Stadhouder.
Frísia va ser heretada per Felip II de Castella amb la resta dels Països Baixos, el 1556, quan Carles V va abdicar. El 1566, Frísia es va unir a la rebel·lió contra el domini espanyol. El 1580, Frísia es va convertir en la cinquena Senyoria que s'uní a la Unió d'Utrecht dels rebels. A partir de llavors, els Stadhouders foren membres de la Casa d'Orange-Nassau.
Amb la Pau de Westfàlia de 1648, Frísia es va convertir en un membre de ple dret de la República de les Set Províncies Unides i amb la creació de la República de Batàvia el 1795, la senyoria de Frísia va ésser abolida.

## Stadhoudersde Frísia
- Floris van Egmond, Comte de Buren, 1515-1518
- Willem van Roggendorff, 1518-1521
- Georg Schenck van Toutenburg, 1521-1540
- Maximiliaan van Egmond, Comte de Buren, 1540-1548
- Jean de Ligne, Comte d'Arenberg, 1549-1568
- Charles de Brimeu, Comte de Megen, 1568-1572
- Gillis van Berlaymont, Senyor d'Hierges, 1572-1574
- Gaspar de Robles, 1574-1576 (segons algunes fonts, 1572-1576)
- George van Lalaing, Comte Rennenberg, 1576-1581 (deposat el 1580)

Per a Espanya:
- Francisco Verdugo, 1581-1594 (demandant)

Per Nassau:
- Guillem I d'Orange-Nassau, 1580-1584
- Guillem Lluís, 1584-1620
- Ernest Casimir, 1620-1632
- Enric Casimir I, 1632-1640
- Guillem Frederic, 1640-1664
- Enric Casimir II, 1664-1696
- Joan Guillem d'Orange-Nassau, 1696-1711
- Guillem IV d'Orange, 1711-1747 (que posteriorment es convertiria en Stadhouder hereditari per a totes les províncies)